# Marquesado de Magaz
El marquesado de Magaz es un título nobiliario español creado la reina regente María Cristina de Habsburgo Lorena, durante la minoría del rey Alfonso XIII, y concedido a Juan Magaz y Jaime, senador del reino y decano de la Facultad de Medicina de Madrid, el 19 de febrero de 1894 por real decreto y el 21 de marzo del mismo año por real despacho.

## Marqueses de Magaz
|                           | Titular                   | Periodo                   |
| Creación por Alfonso XIII | Creación por Alfonso XIII | Creación por Alfonso XIII |
| ------------------------- | ------------------------- | ------------------------- |
| I                         | Juan Magaz y Jaime        | 1894-1901                 |
| II                        | Antonio Magaz y Pers      | 1902-1953                 |
| III                       | Antonio Magaz y Sangro    | 1959-1986                 |
| IV                        | Juan Magaz Silió          | 1987-presente             |

## Historia de los marqueses de Magaz
La lista de sus titulares es la que sigue:
- Juan Magaz y Jaime[3] (24 de diciembre de 1823, Calatayud-26 de octubre de 1901, Madrid), I marqués de Magaz, senador del reino,[4] decano de la Facultad de Medicina de Madrid, Gran cruz de Carlos III y de Isabel la Católica.

Casó con Leonor Pers y Girandón. El 4 de enero de 1902 le sucedió su hijo:
- Antonio Magaz y Pers (m. 1953), II marqués de Magaz, gentilhombre de cámara con ejercicio del rey Alfonso XIII.

Casó con María de los Ángeles Fernández de Henestrosa y Fuentes-Bustillo. El 27 de enero de 1959 le sucedió su nieto, hijo de Juan Magaz y Fernández de Henestrosa y de María Sangro y Torres:
- Antonio Magaz y Sangro (1921-1986), III marqués de Magaz.

Casó con Mercedes Silió y López de Letona. El 12 de febrero de 1987 le sucedió su hijo:
- Juan Magaz y Silió (n. 1954), IV marqués de Magaz.

Casó con María del Pilar García Ross.